# Mariano Puig y Valls
Mariano Puig y Valls (Tarragona, c. 1843-Barcelona, 1928) fue un político español, diputado en las Cortes de la Restauración.

## Biografía

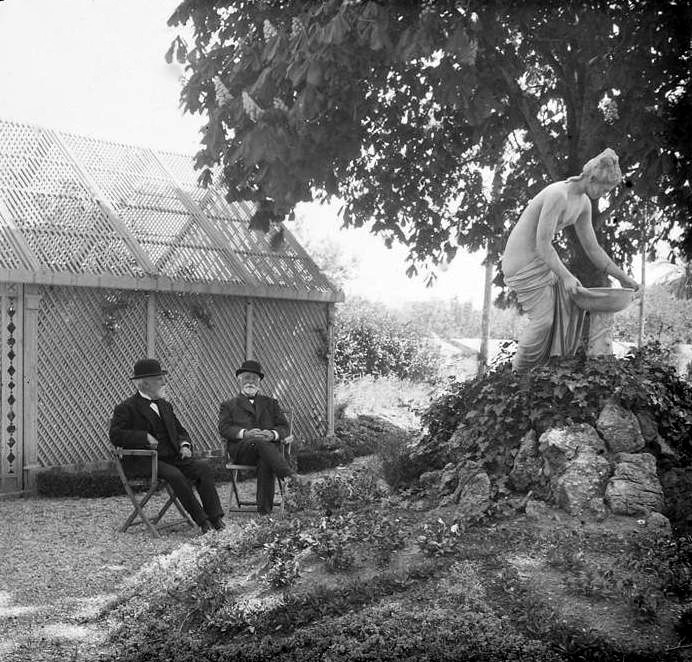
Los hermanos Mariano y Rafael Puig y Valls en su finca de Tarragona en 1916

Nació en la ciudad de Tarragona, fue miembro del partido conservador y mantuvo una amistad muy cercana con Antonio Cánovas del Castillo. Con los conservadores representó el antiguo distrito llamado de las Afueras, luchando en aquella ocasión por el escaño con Nicolás Salmerón. Representó también a los distritos de Villanueva y Geltrú y Granollers, aparte de ser sido elegido diputado provincial en distintas ocasiones y desempeñar el cargo de primer teniente de alcalde del Ayuntamiento de Barcelona. Ejerció la carrera de abogado y desempeñó los cargos de juez y fiscal municipal. Fue continuador del Consejo de los Amigos del Árbol en España, que había fundado su hermano Rafael Puig y Valls. Interesado también por el teatro, fue vicepresidente de la Junta de Propietarios del Liceo.

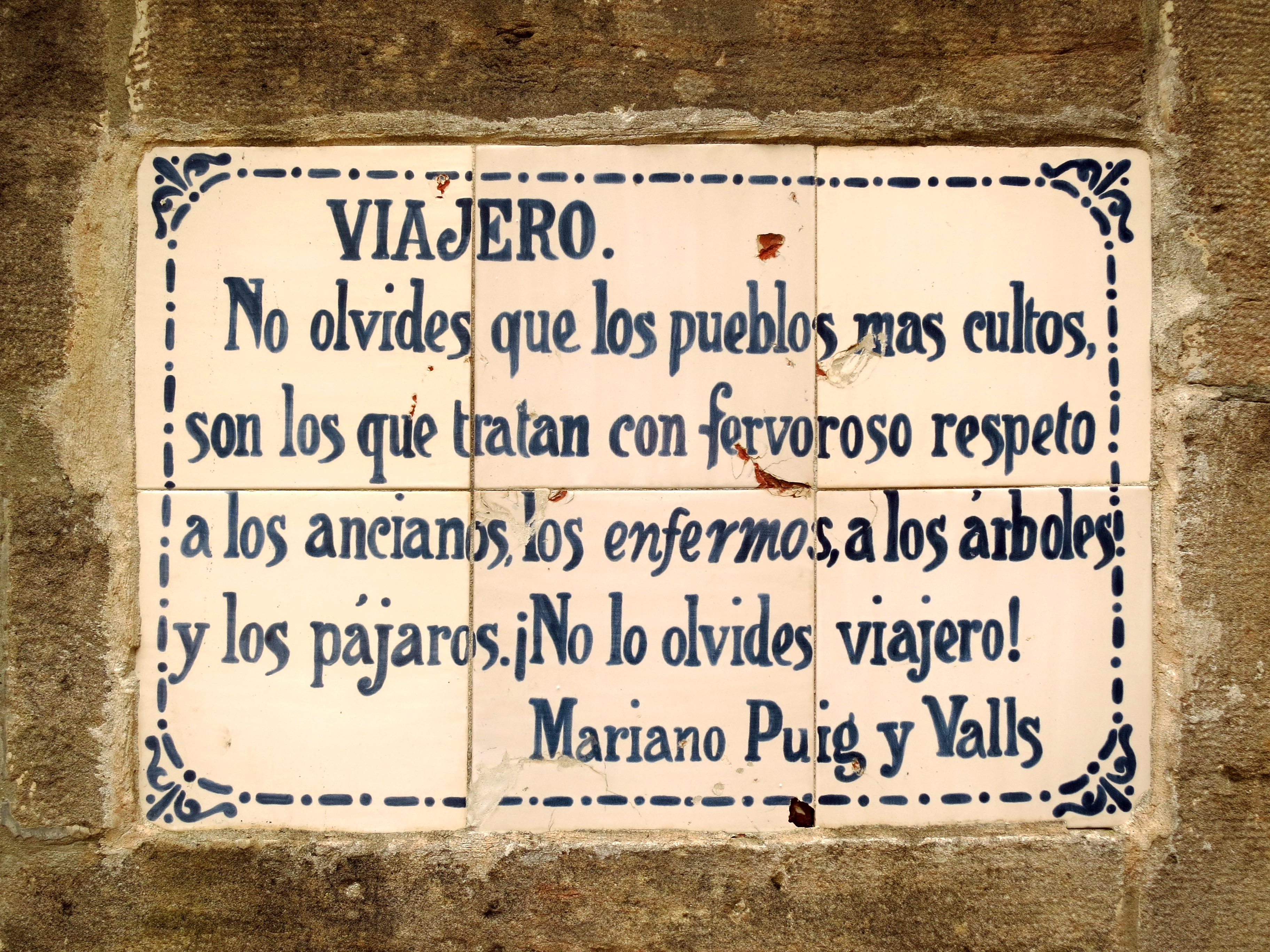
Placa cerámica en Tarragona con una cita de Mariano Puig y Valls

Al final de su vida había sido elegido presidente de la comisión conmemoradora de la Exposición Universal de Barcelona de 1888 y también desempeñaba la presidencia de la Derecha Nacional de la Unión Patriótica. Falleció en Barcelona a finales de enero de 1928, a la edad de ochenta y cinco años. En el momento de su muerte desempeñaba el cargo de vocal de la Junta del Conservatorio del Liceo, siendo también presidente honorario y fundador del Centro Hispano Marroquí, así como vocal del Tribunal de Niños de Tarragona. El Ayuntamiento de Tarragona acordó dar su nombre a una de las calles de la ciudad. Entre otras condecoraciones nacionales y extranjeras, era caballero de la gran cruz de Isabel la Católica. Estuvo casado matrimonio con Magdalena de Bacardí y de Casanovas.